# Giuseppe Bartoli
Giuseppe Bartoli, auch Pino Bartoli (* 25. Mai 1941 in Rottofreno; † 7. Februar 2020), war ein italienischer Chemiker und Hochschullehrer. Die von ihm ab 1989 entwickelte Bartoli-Indolsynthese trägt seinen Namen.

## Leben
Bartoli studierte Chemietechnologie an der Universität Bologna mit Abschluss 1967. An der Universität Bari wurde er 1968 Assistenzprofessor. Er kehrte 1973 nach Bologna zurück, dort zunächst als Professor für Mathematik. Dann übernahm er 1986 einen Lehrstuhl für organische Chemie an der Universität Camerino und kehrte schließlich 1993 auf den entsprechenden Lehrstuhl in Bologna zurück. In den Ruhestand ging er 2011.

## Werk
Bartolis Arbeitsgebiet waren zunächst Umsetzungen von Nitroaromaten in nukleophilen aromatischen Substitutionen und die zugehörigen Reaktionsmechanismen. Weiterhin untersuchte er metallierte Imine und Enaminone, Reaktionen von Organocerverbindungen sowie deren Anwendung in stereoselektiven Synthesen. Bartoli verfasste mehr als 200 Beiträge in internationalen Fachzeitschriften.

## Ehrungen
- 2008: Goldene Angelo-Mangini-Medaille der Società Chimica Italiana